# Magic House Sweden

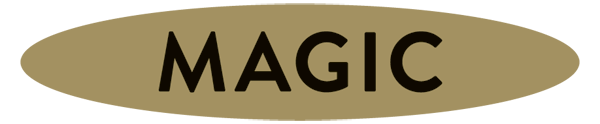
Magic-House-Sweden-logo

Magic House Sweden är ett svenskt företag som utvecklar och levererar så kallade funktionella drycker i Sverige och utomlands. Företagets flaggskeppsprodukt är energidrycken Magic. Huvudkontoret ligger i Stockholm och är ansvarigt för verksamheten globalt. Magic House ägs av familjen Al-Sayer från Kuwait, vilka även äger den internationella företagsgruppen Al-Sayer Group som bildades 1954.